# Mercedes-Benz W123
El Mercedes-Benz W123 es un automóvil de turismo que pertenece a la clase media (segmento E) de Mercedes-Benz, formando parte de la Clase E, el cual se produjo en Alemania desde 1975 hasta 1986. El Mercedes-Benz W123 reemplazó al popular Mercedes-Benz W114/W115, del cual se reutilizaron varios componentes para la construcción del W123.
El Mercedes-Benz W123 marcó un gran avance para Mercedes-Benz, estableciendo estándares de seguridad totalmente nuevos para la época creando una combinación de seguridad activa con seguridad pasiva.
En cuanto a tecnología se refiere, el Mercedes-Benz W123 podía solicitarse con todos los extras que un auto nuevo posee como ventanillas eléctricas, techo corredizo, aire acondicionado climatizado, Tempomat (Control de velocidad crucero),  faros delanteros ajustables, transmisión automática y muchos extras más. Otro gran avance que aportó el W123 fue en el campo de los motores diésel, presentando una motorización muy variada con grandes mejoras en potencia, vida útil y economía, en la cual destacaba el 300D turbodiesel que presenta por primera vez (junto con la Clase S) un automóvil con motor diésel turboalimentado al mercado mundial, generando toda una revolución en la tecnología diésel. Por las prestaciones de esta tecnología se lograron alcanzar hasta 125 caballos de fuerza en el motor de 5 cilindros diésel de la marca generando una experiencia de manejo espectacular comparada a las otras motorizaciones de diésel, marcando el inicio en el desarrollo de motores diésel de alto rendimiento para el mercado de automóviles.

## Historia
La producción del Mercedes-Benz W123 comenzó a finales de 1975. En esta época, Mercedes-Benz solo fabricaba dos grupos de sedanes: los grandes formados por la Clase S, y los pequeños, entre los que se incluía el W123 (que más tarde serían conocidos como Clase E). Este segmento era vital para la marca de la estrella, debido a que era el que mayores beneficios generaba. En 1982 surgió una nueva categoría en la marca, el 190 (W201), un sedán aún más pequeño destinado al mercado de turismos del segmento D para competir con el BMW Serie 3 (el cual ya se fabricaba desde 1975). El W123 llegó a convivir con el W201 en la familia Mercedes-Benz por más de tres años en el mercado.
El 2 de enero de 1976, el W123 hace su presentación mundial en Bandol, centro turístico por excelencia de la Riviera Francesa, y donde hay una potencial clientela de la marca. El W123 sustituyó a los llamados popularmente /8 o W114/W115, que ya habían cosechado un fuerte éxito de ventas y dejado el listón muy alto en cuanto a estándares de calidad y fiabilidad. Sin embargo, eran modelos de 1968 y ya empezaban a quedar obsoletos, pero aun así, se mantuvieron un año más en el mercado junto a su sucesor.
Entre 1975 y 1986 se fabricaron un total de 2.696.914 unidades del Mercedes-Benz W123.

## Innovaciones
El Mercedes-Benz W123 supera en todos los aspectos a su antecesor en cuanto a innovación, destacando sobre todo en la seguridad. El W123 incluía como seguridad activa frenos de disco en las cuatro ruedas, con ABS. En cuanto a la seguridad pasiva, contaba con airbag, carrocería reforzada con zonas de deformación programada y tanque de combustible dentro de la estructura del vehículo para protegerlo de golpes.
Además se incluyeron de serie otros elementos muy importantes en esta materia como son:
- Faros delanteros ajustables desde el interior, además de faro antiniebla incorporado al faro trasero para calles muy oscuras.
- Parabrisas de dos capas de seguridad.
- Columna de dirección deformable (algo totalmente nuevo para la época).
- Cierre central para todas las puertas incluyendo el maletero y el depósito de combustible.
- Espejo en el lado del copiloto.

Junto a este equipamiento de seguridad se le adjunta el equipamiento de "Lujo", el cual forma listas interminables de opciones, que por su elevado precio, y de por sí, escasos elementos de serie, no era difícil casi duplicar el valor del coche, si el cliente, era un poco "caprichoso". 
Eso si, con una calidad de manufactura sobresaliente en todos sus componentes.Todo esto, hace que sea casi imposible, encontrar dos modelos exactamente iguales.
A partir de 1980, se ofrecen además, por primera vez la opción de frenos ABS, y Airbag para el conductor, siendo el segundo vehículo del mundo en el mercado (después del Mercedes Benz Clase S W116) que ofrece estas revolucionarias opciones de seguridad, las cuales junto a la inmensa cantidad de extras incluyendo desde Aire Acondicionado con Climatizador individual para las zonas del pasajero y el copiloto, el techo corredizo eléctrico y el Tempomat (Control de Velocidad Crucero), Ventanillas eléctricas, son parte de las opciones más valoradas hoy en día para adquirir un buen ejemplar.

## Motorización
En cuanto a motores, también era muy variada la gama, y heredan en su mayor parte, mecánicas de su antecesor de probada eficacia y fiabilidad, tanto de gasolina como diésel, pero mejorados en optimización.
En motores gasolina se presenta como motor inédito proveniente del W115 el 250 (M123), con un motor de 6 cilindros en línea de 2550 cm³ y 140 hp. También se presentaron motores de inyección como el 280E de 185 hp (M110), y a partir de 1980 el 230E de 136 hp (M102), con el que se mejoran bastante las prestaciones y sobre todo el consumo, lo que hace a esta versión de motorización de gasolina con mejor relación y por lo tanto mejor consumo.
En lo referente a motores diésel, Mercedes sigue siendo pionera con marcada diferencia e innovación, y es capaz de ofrecer en el W123 una muy rica variedad de potencias que van desde los motores tipo OM 621 de 55 hp (200D) hasta los 125 hp (300D turbodiesel).
El sobresaliente 300D de cinco cilindros (proveniente de su antecesor W114), es un motor de 3 litros (OM 617)  que generaba una potencia de 87 hp y 169 N-m.

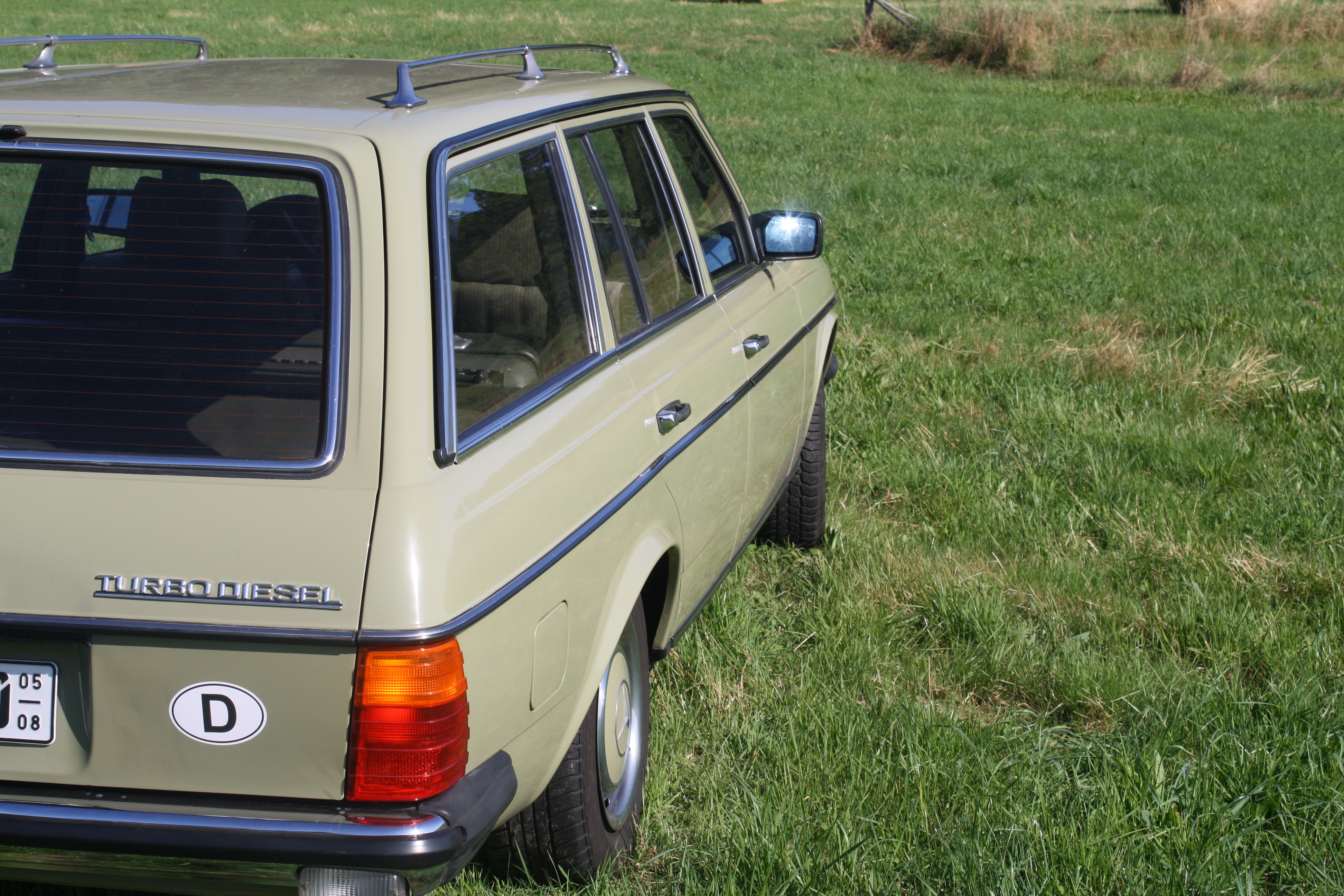
1983 Mercedes-Benz W123 Turbodiesel 300 TD

La primera producción de un Mercedes «turbodiesel» W123 apareció en septiembre de 1979 a base del motor tipo OM 617. Este fue el Turbodiesel 300 TD, disponible con transmisión automática solamente y con sorprendentes 125 hp y 245 N·m; los cuales producían un nivel de manejo totalmente superior comparado a las versiones de 4 cilindros, este poderoso motor fue desarrollado especialmente para hacer pruebas en motores diésel y fue galardonado con records mundiales por velocidad y eficiencia a bordo del prototipo C 111, el cual en 1978 llegó a superar la velocidad de 320Km/h en las pruebas de rendimiento con este motor. Esta versión junto al 240D serán (y siguen siendo) referencias mundiales en cuanto a durabilidad y fiabilidad y son clasificados como los mejores motores Diesel que ha producido Mercedes Benz hasta la fecha. El Turbodiesel 300 TD estuvo disponible en la mayoría de los mercados en carrocería familiar, mientras que en América del Norte también estaba disponible en berlina y cupé.
A partir de 1981 en los gasolina y 1982 en los diésel, se pueden combinar a deseo también las mecánicas con cambio de 5 velocidades, que se suma a la opción del cambio automático (ya desde sus inicios) muy valorados en países como Alemania o Norteamérica.
La gama 123 de Mercedes Benz incluyó para esta línea los siguientes motores:     
| Motores de gasolina            | Motores de gasolina                                                       | Motores de gasolina                                                       | Motores de gasolina                                                       | Motores de gasolina                                                       | Motores de gasolina                                                       | Motores de gasolina                                                       | Motores de gasolina                                                       | Motores de gasolina                                                       | Motores de gasolina                                                       | Motores de gasolina                                                       | Motores de gasolina | Motores de gasolina | Motores de gasolina | Motores de gasolina | Motores de gasolina | Motores de gasolina |
|                                | 200                                                                       | 200                                                                       | 230                                                                       | 230 E                                                                     | 250                                                                       | 250                                                                       | 280                                                                       | 280 E                                                                     | 280 E                                                                     |                                                                           |                     |                     |                     |                     |                     |                     |
| ------------------------------ | ------------------------------------------------------------------------- | ------------------------------------------------------------------------- | ------------------------------------------------------------------------- | ------------------------------------------------------------------------- | ------------------------------------------------------------------------- | ------------------------------------------------------------------------- | ------------------------------------------------------------------------- | ------------------------------------------------------------------------- | ------------------------------------------------------------------------- | ------------------------------------------------------------------------- | ------------------- | ------------------- | ------------------- | ------------------- | ------------------- | ------------------- |
| Periodo                        | 1976–1980                                                                 | 1980–1985                                                                 | 1976–1980                                                                 | 1980–1985                                                                 | 1976–1979                                                                 | 1979–1985                                                                 | 1975–1981                                                                 | 1975–1978                                                                 | 1978–1985                                                                 |                                                                           |                     |                     |                     |                     |                     |                     |
| Identificación del motor       | M 115 V 20                                                                | M 102 V 20                                                                | M 115 V 23                                                                | M 102 E 23                                                                | M 123 V 25                                                                | M 123 V 25                                                                | M 110 V 28                                                                | M 110 E 28                                                                | M 110 E 28                                                                |                                                                           |                     |                     |                     |                     |                     |                     |
| Tipo de motor                  | L4 8v, carburación                                                        | L4 8v, carburación                                                        | L4 8v, carburación                                                        | L4 8v                                                                     | L6 12v, carburación de doble cuerpo                                       | L6 12v, carburación de doble cuerpo                                       | L6 12v, carburación de doble cuerpo                                       | L6 12v                                                                    | L6 12v                                                                    |                                                                           |                     |                     |                     |                     |                     |                     |
| Diámetro x carrera             | 87.0 mm × 83.6 mm                                                         | 89.0 mm × 80.25 mm                                                        | 93.75 mm × 83.6 mm                                                        | 95.5 mm × 80.25 mm                                                        | 86.0 mm × 72.45 mm                                                        | 86.0 mm × 72.45 mm                                                        | 86.0 mm × 78.8 mm                                                         | 86.0 mm × 78.8 mm                                                         | 86.0 mm × 78.8 mm                                                         |                                                                           |                     |                     |                     |                     |                     |                     |
| Cilindrada                     | 1988 cm³                                                                  | 1997 cm³                                                                  | 2307 cm³                                                                  | 2299 cm³                                                                  | 2525 cm³                                                                  | 2525 cm³                                                                  | 2746 cm³                                                                  | 2746 cm³                                                                  | 2746 cm³                                                                  |                                                                           |                     |                     |                     |                     |                     |                     |
| Relación de compresión         | 9.1: 1                                                                    | 9.4: 1                                                                    | 9.1: 1                                                                    | 9.0: 1                                                                    | 8.7: 1                                                                    | 9.1: 1                                                                    | 8.7: 1                                                                    | 8.7: 1                                                                    | 9.0: 1                                                                    |                                                                           |                     |                     |                     |                     |                     |                     |
| Potencia máxima: CV (kW) @ rpm | 94 CV (69 kW) @ 4800                                                      | 109 CV (80 kW) @ 5200                                                     | 109 CV (80 kW) @ 4800                                                     | 136 CV (100 kW) @ 5100                                                    | 129 CV (95 kW) @ 5500                                                     | 140 CV (103 kW) @ 5500                                                    | 156 CV (115 kW) @ 5500                                                    | 177 CV (130 kW) @ 6000                                                    | 185 CV (136 kW) @ 5800                                                    |                                                                           |                     |                     |                     |                     |                     |                     |
| Par máximo: Nm @ rpm           | 158 Nm @ 3000                                                             | 170 Nm @ 3000                                                             | 186 Nm @ 2500                                                             | 205 Nm @ 3500                                                             | 196 Nm @ 3500                                                             | 200 Nm @ 3500                                                             | 223 Nm @ 4000                                                             | 234 Nm @ 4500                                                             | 240 Nm @ 4500                                                             |                                                                           |                     |                     |                     |                     |                     |                     |
| Tracción                       | Trasera                                                                   | Trasera                                                                   | Trasera                                                                   | Trasera                                                                   | Trasera                                                                   | Trasera                                                                   | Trasera                                                                   | Trasera                                                                   | Trasera                                                                   | Trasera                                                                   | Trasera             | Trasera             | Trasera             | Trasera             | Trasera             |                     |
| Transmisión                    | Manual, 4 velocidades / Manual, 5 velocidades / Automática, 4 velocidades | Manual, 4 velocidades / Manual, 5 velocidades / Automática, 4 velocidades | Manual, 4 velocidades / Manual, 5 velocidades / Automática, 4 velocidades | Manual, 4 velocidades / Manual, 5 velocidades / Automática, 4 velocidades | Manual, 4 velocidades / Manual, 5 velocidades / Automática, 4 velocidades | Manual, 4 velocidades / Manual, 5 velocidades / Automática, 4 velocidades | Manual, 4 velocidades / Manual, 5 velocidades / Automática, 4 velocidades | Manual, 4 velocidades / Manual, 5 velocidades / Automática, 4 velocidades | Manual, 4 velocidades / Manual, 5 velocidades / Automática, 4 velocidades | Manual, 4 velocidades / Manual, 5 velocidades / Automática, 4 velocidades |                     |                     |                     |                     |                     |                     |
| Peso                           | 1340 kg                                                                   | 1350 kg                                                                   | 1350 kg                                                                   | 1360 kg                                                                   | 1410 kg                                                                   | 1410 kg                                                                   | 1455 kg                                                                   | 1475 kg                                                                   | 1475 kg                                                                   |                                                                           |                     |                     |                     |                     |                     |                     |
| Aceleración 0–100 km/h         | 15.2 s                                                                    | 14.4 s                                                                    | 13.7 s                                                                    | 11.5 s                                                                    | 11.3 s                                                                    | 11.3 s                                                                    | 10.6 s                                                                    | 9.9 s                                                                     | 9.9 s                                                                     |                                                                           |                     |                     |                     |                     |                     |                     |
| Velocidad máxima               | 160 km/h                                                                  | 168 km/h                                                                  | 170 km/h                                                                  | 180 km/h                                                                  | 185 km/h                                                                  | 185 km/h                                                                  | 190 km/h                                                                  | 200 km/h                                                                  | 200 km/h                                                                  |                                                                           |                     |                     |                     |                     |                     |                     |
| Consumo combinado (L/100 km)   | 12.3                                                                      | 10.2                                                                      | 12.2                                                                      | 10.4                                                                      | 12.8                                                                      | 12.8                                                                      | 13.8                                                                      | 13.3                                                                      | 12.0                                                                      |                                                                           |                     |                     |                     |                     |                     |                     |

| Motores diesel                 | Motores diesel                                                            | Motores diesel                                                            | Motores diesel                                                            | Motores diesel                                                            | Motores diesel                                                            | Motores diesel                                                            | Motores diesel                                                            | Motores diesel                                                            | Motores diesel                                                            | Motores diesel                                                            | Motores diesel |
|                                | 200 D                                                                     | 200 D                                                                     | 220 D                                                                     | 240 D                                                                     | 240 D                                                                     | 300 D                                                                     | 300 D                                                                     | 300 D Turbodiesel                                                         |                                                                           |                                                                           |                |
| ------------------------------ | ------------------------------------------------------------------------- | ------------------------------------------------------------------------- | ------------------------------------------------------------------------- | ------------------------------------------------------------------------- | ------------------------------------------------------------------------- | ------------------------------------------------------------------------- | ------------------------------------------------------------------------- | ------------------------------------------------------------------------- | ------------------------------------------------------------------------- | ------------------------------------------------------------------------- | -------------- |
| Periodo                        | 1976–1979                                                                 | 1979–1985                                                                 | 1976–1979                                                                 | 1976–1978                                                                 | 1978–1985                                                                 | 1976–1979                                                                 | 1979–1985                                                                 | 1981–1986                                                                 |                                                                           |                                                                           |                |
| Identificación del motor       | OM 615 D 20                                                               | OM 615 D 20                                                               | OM 615 D 22                                                               | OM 616 D 24                                                               | OM 616 D 24                                                               | OM 617 D 30                                                               | OM 617 D 30                                                               | OM 617 D 30 A                                                             |                                                                           |                                                                           |                |
| Tipo de motor                  | L4 8v                                                                     | L4 8v                                                                     | L4 8v                                                                     | L4 8v                                                                     | L4 8v                                                                     | L5 10v                                                                    | L5 10v                                                                    | L5 10v, turbo                                                             |                                                                           |                                                                           |                |
| Diámetro x carrera             | 87.0 mm × 83.6 mm                                                         | 87.0 mm × 83.6 mm                                                         | 87.0 mm × 92.4 mm                                                         | 91.0 mm × 92.4 mm                                                         | 90.9 mm × 92.4 mm                                                         | 91.0 mm × 92.4 mm                                                         | 90.9 mm × 92.4 mm                                                         | 90.9 mm × 92.4 mm                                                         |                                                                           |                                                                           |                |
| Cilindrada                     | 1988 cm³                                                                  | 1988 cm³                                                                  | 2197 cm³                                                                  | 2404 cm³                                                                  | 2399 cm³                                                                  | 3005 cm³                                                                  | 2998 cm³                                                                  | 2998 cm³                                                                  |                                                                           |                                                                           |                |
| Relación de compresión         | 21.5: 1                                                                   | 21.5: 1                                                                   | 21.5: 1                                                                   | 21.0: 1                                                                   | 21.0: 1                                                                   | 21.0: 1                                                                   | 21.0: 1                                                                   | 21.5: 1                                                                   |                                                                           |                                                                           |                |
| Potencia máxima: CV (kW) @ rpm | 55 CV (40 kW) @ 4200                                                      | 60 CV (44 kW) @ 4400                                                      | 60 CV (44 kW) @ 4200                                                      | 65 CV (48 kW) @ 4200                                                      | 72 CV (53 kW) @ 4400                                                      | 80 CV (59 kW) @ 4000                                                      | 88 CV (65 kW) @ 4400                                                      | 125 CV (92 kW) @ 4350                                                     |                                                                           |                                                                           |                |
| Par máximo: Nm @ rpm           | 113 Nm @ 2400                                                             | 113 Nm @ 2500                                                             | 126 Nm @ 2400                                                             | 137 Nm @ 2400                                                             | 137 Nm @ 2400                                                             | 172 Nm @ 2400                                                             | 172 Nm @ 2400                                                             | 250 Nm @ 2400                                                             |                                                                           |                                                                           |                |
| Tracción                       | Trasera                                                                   | Trasera                                                                   | Trasera                                                                   | Trasera                                                                   | Trasera                                                                   | Trasera                                                                   | Trasera                                                                   | Trasera                                                                   | Trasera                                                                   | Trasera                                                                   |                |
| Transmisión                    | Manual, 4 velocidades / Manual, 5 velocidades / Automática, 4 velocidades | Manual, 4 velocidades / Manual, 5 velocidades / Automática, 4 velocidades | Manual, 4 velocidades / Manual, 5 velocidades / Automática, 4 velocidades | Manual, 4 velocidades / Manual, 5 velocidades / Automática, 4 velocidades | Manual, 4 velocidades / Manual, 5 velocidades / Automática, 4 velocidades | Manual, 4 velocidades / Manual, 5 velocidades / Automática, 4 velocidades | Manual, 4 velocidades / Manual, 5 velocidades / Automática, 4 velocidades | Manual, 4 velocidades / Manual, 5 velocidades / Automática, 4 velocidades | Manual, 4 velocidades / Manual, 5 velocidades / Automática, 4 velocidades | Manual, 4 velocidades / Manual, 5 velocidades / Automática, 4 velocidades |                |
| Peso                           | 1390 kg                                                                   | 1390 kg                                                                   | 1380 kg                                                                   | 1395 kg                                                                   | 1395 kg                                                                   | 1450 kg                                                                   | 1450 kg                                                                   | 1620 kg                                                                   |                                                                           |                                                                           |                |
| Aceleración 0–100 km/h         | 31.0 s                                                                    | 27.4 s                                                                    | 28.1 s                                                                    | 24.6 s                                                                    | 22.0 s                                                                    | 19.9 s                                                                    | 17.8 s                                                                    | 15.0 s                                                                    |                                                                           |                                                                           |                |
| Velocidad máxima               | 130 km/h                                                                  | 135 km/h                                                                  | 135 km/h                                                                  | 138 km/h                                                                  | 143 km/h                                                                  | 148 km/h                                                                  | 155 km/h                                                                  | 165 km/h                                                                  |                                                                           |                                                                           |                |
| Consumo combinado (L/100 km)   | 8.9                                                                       | 8.9                                                                       | 9.0                                                                       | 9.3                                                                       | 8.9                                                                       | 9.9                                                                       | 9.3                                                                       | 9.8                                                                       |                                                                           |                                                                           |                |

### Estados Unidos, América Latina y el Caribe
4 Cilindros Gasolina
230 - 2300 cm³ 4 cilindros,105.0hp @ 4800, 169 N·m @ 2500
6 Cilindros Gasolina
280E – 2800 cm³ Inyectado 6 cilindros 142 hp @ 5750, 202 N·m @ 4600
4 Cilindros Diesel
240D – 2400 cm³ Diesel 4 cilindros, 67 hp @ 4000, 132 N·m @ 2400
5 Cilindros Diesel
300D – 3000 cm³ Diesel 5 cilindros, 83 hp @ 4200, 163 N·m @ 2400
300D turbodiesel - 3000 cm³ Diesel con Turbo 5 cilindros, 125 hp @ 4350, 245 N·m @ 2400

## Carrocerías
Y hablando de carrocerías, aquí también se marca un nuevo hito en Mercedes, ya que el W123, será el primero en tener una versión familiar, diseñada y fabricada por la propia marca. Presentada en septiembre de 1977 en el Salón de Frankfurt es una muestra de que se apuesta por este segmento, y logra cambiar en gran medida la percepción de este tipo de automóviles, en el que también cabe el "lujo y estatus".
Así que habrá en total cuatro carrocerías distintas:
- Las berlinas de cuatro puertas y 5 plazas
- Los familiares, de 5/7 plazas denominadas T (de Touring, lo que crea cierta confusión para algunos al interpretarlo como Turbo)
- Los cupés, nombrados con la C, y presentados en marzo del 77 en el Salón de Ginebra, algo más cortos y bajos, teniendo por tanto una línea más dinámica
- Las limusinas, espectaculares W123 de 7/8 plazas con un aumento de 62 cm de batalla respecto a la berlina

Por si fuera poco, habrá carroceros especialistas que aún ofrecerán distintas variaciones, como las limusinas de 6 puertas, cabrios y transformaciones para ambulancias, coches de bomberos, etc.
También comentar que en EE. UU. para cumplir con las exigentes normas anticontaminación, se ofrecen allí además de los motores de gasolina, las mecánicas 300D y 300 TURBO DIESEL en todas sus carrocerías convirtiendo al W123 dos puertas en el primer coupé del mundo con este tipo de mecánicas por un gran fabricante. Se distinguen claramente, -otra vez por sus escrupulosas normas-, en sus abultados parachoques y faros entre otros elementos, a la par de ser mayoritariamente full equip.
En 1984, ya después de un gran éxito en todos los mercados en el que se fabrican casi 2.700.000 unidades, se presenta su sucesor, el W124, que en cierto modo conserva las principales cualidades del W123 con una línea más moderna y volviendo a mejorar en muchos aspectos al antecesor y que para muchos será la época de los últimos Mercedes sin rivales en cuanto a calidad, fiabilidad y durabilidad, y que obtendrá también un gran éxito comercial.

## Datos técnicos
Datos obtenidos de los catálogos comerciales de Mercedes-Benz. Las cifras deben considerase aproximativas. 

### W123 berlina
- Altura máxima, sin carga 1438 mm
- Anchura máxima 1786 mm
- Longitud máxima 4725 mm
- Distancias entre ejes 2795 mm
- Distancia volante a respaldo asiento conductor1 484 mm
- Altura libre sobre asiento delantero 973 mm
- Distancia respaldo asiento conductor a respaldo trasero1 652 mm
- Altura libre sobre asiento trasero 948 mm
- Ancho a la altura de asientos delanteros 1476 mm
- Ancho a la altura de hombros, delante 1422 mm
- Ancho a la altura del asiento trasero 1480 mm
- Ancho a la altura de hombros, detrás 1416 mm
- Ancho de vía delantera 1488 mm
- Ancho de vía trasera 1446 mm
- Portamaletas (capacidad según VDA) 0,5 m³ aprox.

1Las medidas varían según la posición de los asientos.
 Carrocería: 
Autoportante, totalmente de acero; compartimiento de pasajeros de sólida configuración y resistente a las torsiones (célula de seguridad); depósito de combustible sobre el eje trasero; partes delantera y trasera que absorben la energía de posibles choques; óptima visibilidad en todas direcciones; cristales panorámicos de seguridad; cuatro puertas, de cierre suave; molduras de adorno con material elástico incrustado, en ambos lados; parachoques con amplios bordones de goma.
 Cambio y embrague: 
Cambio de cuatro marchas sincronizadas con palanca en el piso; marcha atrás sincronizada; embrague de diafragma resorte de reajuste automático. A deseo: cambio de 5 marchas (a partir de septiembre de 1981 en los gasolina, y febrero de 1982 en los Diésel ) o cambio automático.
 Ejes: 
Eje delantero con trapecios articulados y compensación de la inclinación al frenar. Radio de pivotamiento de la circunferencia de rodadura = 0. Eje trasero: eje oscilante Mercedes-Benz de brazos diagonales, con compensación del momento de elevación al frenar. A deseo: regulación de nivel.
 Frenos: 
Sistema servofreno de dos circuitos; frenos de disco delante y atrás; frenos de estacionamiento con zapatas y tambores adicionales; luz de control del funcionamiento de los dos circuitos de freno; indicador de desgaste de los forros de freno. A deseo: sistema de antibloqueo (a partir de mediados de 1980).
 Dirección: 
Dirección de bolas circulantes exactas y suave; amortiguador de dirección; gran placa acolchada sobre el cubo del volante; copa de amortiguación bajo la placa acolchada; columna de dirección deformable; engranaje de la dirección dispuesto muy detrás del eje delantero. A deseo: servodirección Mercedes-Benz. (De serie en 250, 280 E y 300 D).
 Suspensión: 
Dos muelles helicoidales, un estabilizador por barra de torsión y dos amortiguadores telescópicos hidráulicos de doble efecto, en cada eje.
 Cerraduras: 
Cerraduras de espiga en todas las puertas, con pestillo de seguridad, bloqueador para niños en las puertas traseras; cerradura en el portamaletas; cerradura de dirección combinada con interruptor de encendido y arranque; llave principal para las puertas, cerradura de dirección, depósito de combustible y portamaletas; llave secundaria solo para puertas y cerradura de dirección.
 Alumbrado: 
Luces de población, de cruce asimétricas y de carreteras, faros antiniebla (de halógeno); regulación de los faros para el vehículo cargado y sin carga; luz de estacionamiento, faros de marcha atrás, luz trasera antiniebla; iluminación de instrumentos regulable sin escalones; alumbrado del espacio interior con contacto de puerta e interruptor manual; alumbrado para el cenicero, la guantera y el accionamiento de la calefacción. Zumbador de advertencia para luces principales no desconectadas.

### W123 familiar

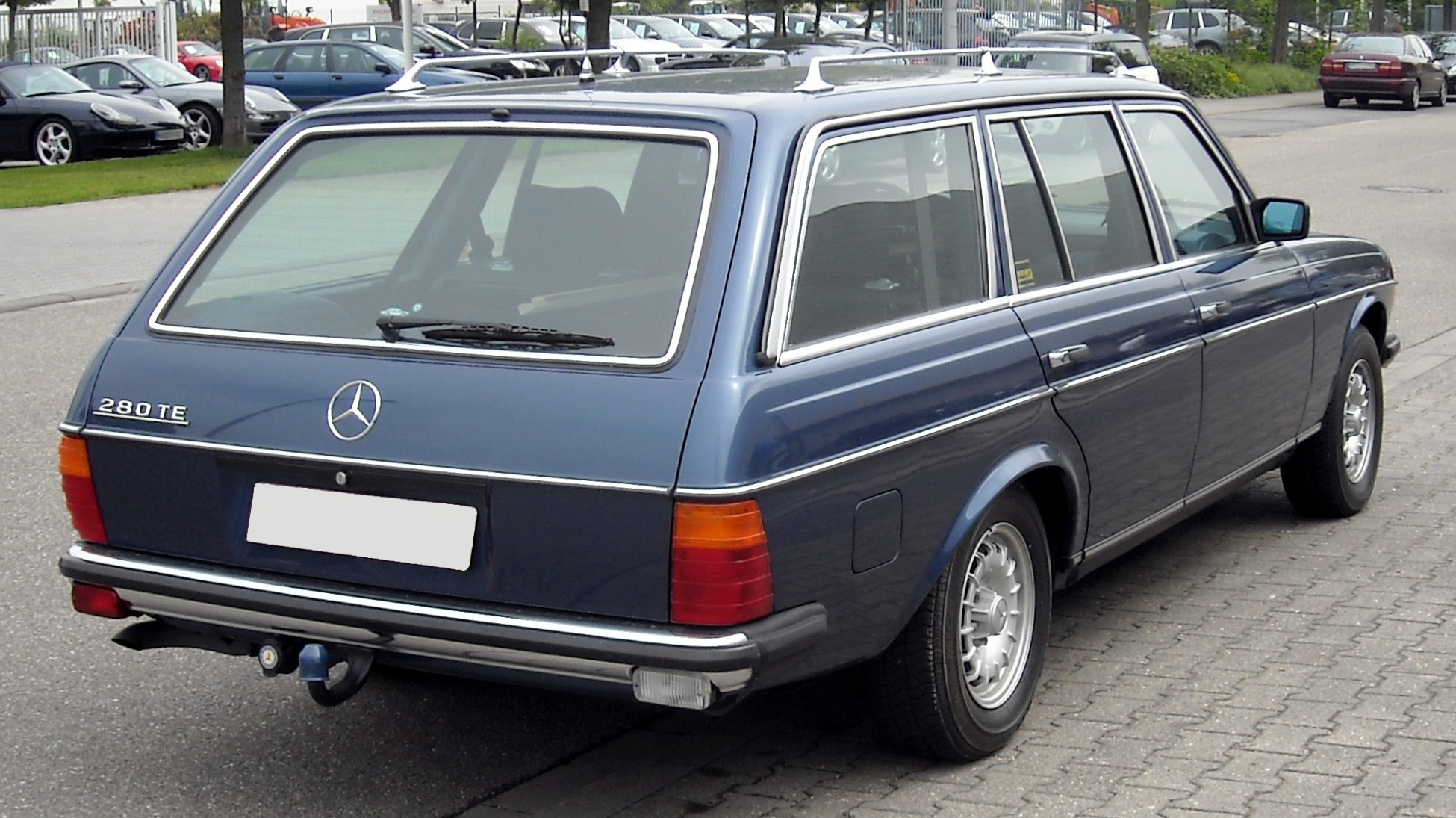
Mercedes Benz W123 familiar.

- Altura máxima, en orden de marcha 1470 mm
- Anchura máxima 1786 mm
- Longitud máxima 4725 mm
- Distancias entre ejes 2795 mm
- Distancia volante a respaldo asiento conductor1 484 mm
- Altura libre sobre asiento delantero 975 mm
- Distancia respaldo asiento conductor a respaldo trasero1 614 mm
- Altura libre sobre asiento trasero 952 mm
- Ancho a la altura de asientos delanteros 1476 mm
- Ancho a la altura de hombros, delante 1422 mm
- Ancho a la altura del asiento trasero 1480 mm
- Ancho a la altura de hombros, detrás 1416 mm
- Ancho de vía delantera 1488 mm
- Ancho de vía trasera 1453 mm
- Longitud del compartimiento de carga 960-1480 mm
- Longitud del compartimiento de carga con banco abatido 1784 mm
- Altura del compartimiento de carga del piso al techo 800 mm
- Volumen del compartimiento de carga con banco trasero abatido hacia delante (VDA) 879 L

1Las medidas varían según la posición de los asientos.
 Carrocería: 
Autoportante, totalmente de acero; compartimiento de pasajeros de sólida configuración y resistente a las torsiones (célula de seguridad); depósito de combustible sobre el eje trasero; partes delantera y trasera que absorben la energía de posibles choques; óptima visibilidad en todas direcciones; cristales panorámicos de seguridad; cinco puertas, de cierre suave; Puerta trasera con dos resortes por gas a presión, molduras de adorno con material elástico incrustado, en ambos lados; parachoques con amplios bordones de goma. A deseo: galerías en el techo para la sujeción de varias vacas; diversos contenedores de equipaje; soportes para acuaplanos, botes, bicicletas, etc.
 Cambio y embrague: 
Cambio de cuatro marchas sincronizadas con palanca en el piso; marcha atrás sincronizada; embrague de diafragma resorte de reajuste automático. A deseo: cambio de 5 marchas (a partir de septiembre de 1981 en los gasolina, y febrero de 1982 en los diésel) o cambio automático. También suministrable con Tempomat.
 Ejes: 
Eje delantero con trapecios articulados y compensación de la inclinación al frenar. Radio de pivotamiento de la circunferencia de rodadura = 0. Eje trasero: eje oscilante Mercedes-Benz de brazos diagonales, con compensación del momento de elevación al frenar y con regulación de nivel.
 Frenos: 
Sistema servofreno de dos circuitos; frenos de disco delante y atrás; frenos de estacionamiento con zapatas y tambores adicionales; luz de control del funcionamiento de los dos circuitos de freno; indicador de desgaste de los forros de freno. A deseo: sistema de antibloqueo (a partir de mediados de 1980).
 Dirección: 
Dirección de bolas circulantes exactas y suave; amortiguador de dirección; gran placa acolchada sobre el cubo del volante; copa de amortiguación bajo la placa acolchada; columna de dirección deformable; engranaje de la dirección dispuesto muy detrás del eje delantero.
 Suspensión: 
Dos muelles helicoidales, un estabilizador por barra de torsión y dos amortiguadores telescópicos hidráulicos de doble efecto. En el eje trasero: regulación automática de nivel por presión de aceite.
 Cerraduras: 
Cerraduras de espiga en todas las puertas, con pestillo de seguridad, bloqueador para niños en las puertas traseras; cerradura de seguridad en la puerta de la zaga; cerradura de dirección combinada con interruptor de encendido y arranque; llave principal para las puertas, cerradura de dirección, depósito de combustible y portamaletas; llave secundaria solo para puertas y cerradura de dirección.
 Alumbrado: 
Luces de población, de cruce asimétricas y de carreteras, faros antiniebla (de halógeno); regulación de los faros para el vehículo cargado y sin carga; luz de estacionamiento, faros de marcha atrás, luz trasera antiniebla; iluminación de instrumentos regulable sin escalones; alumbrado del espacio interior con contacto de puerta e interruptor manual; alumbrado para el cenicero, la guantera y el accionamiento de la calefacción. Zumbador de advertencia para luces principales no desconectadas. Regulación neumática del alcance de los faros.

### W123 coupé
- Altura máxima, sin carga 1395 mm
- Anchura máxima 1786 mm
- Longitud máxima 4640 mm
- Distancias entre ejes 2710 mm

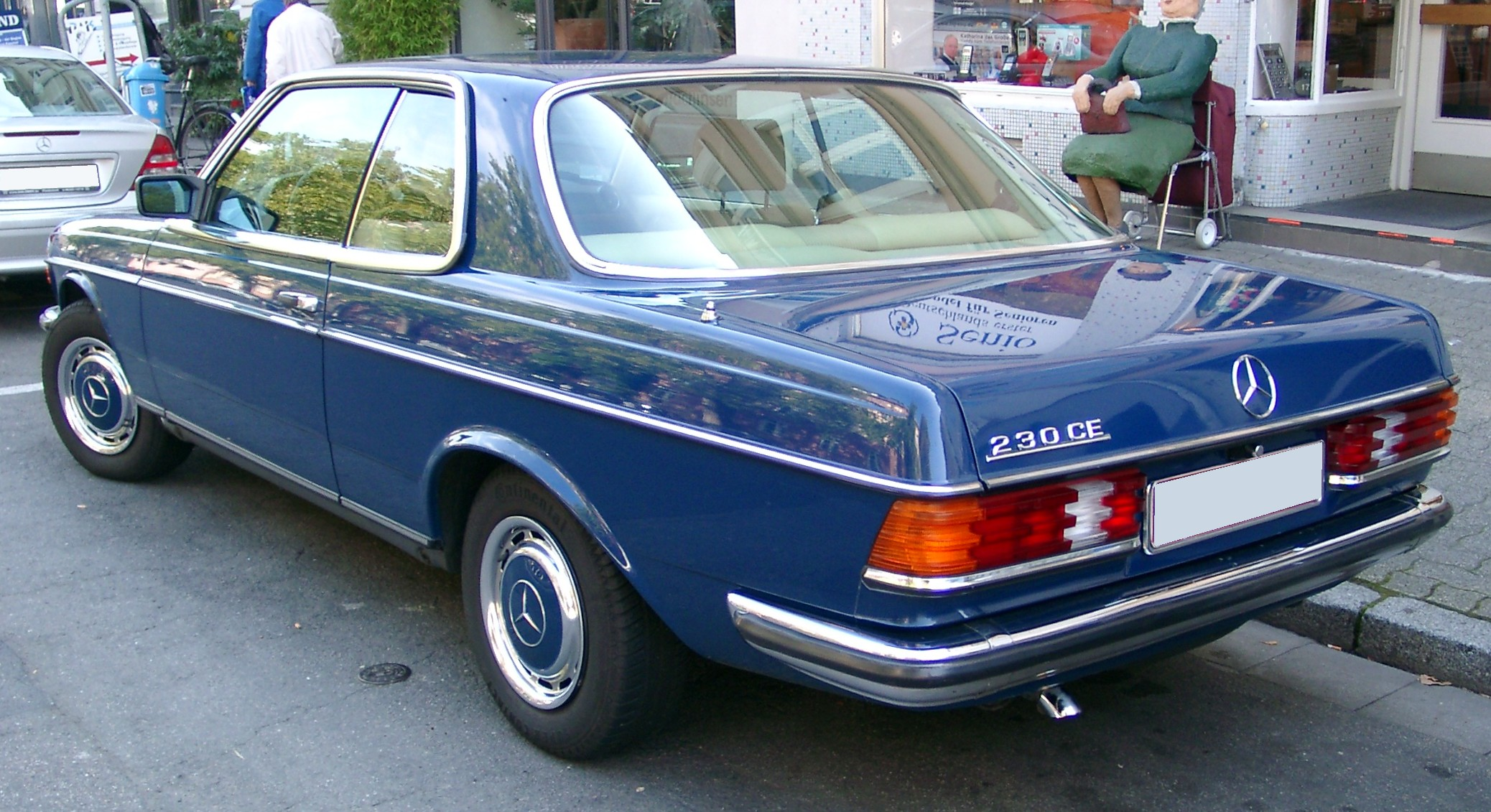
Mercedes-Benz W123 cupé.

- Distancia volante a respaldo asiento conductor1 482 mm
- Altura libre sobre asiento delantero 944 mm
- Distancia respaldo asiento conductor a respaldo trasero1 610 mm
- Altura libre sobre asiento trasero 925 mm
- Ancho a la altura de asientos delanteros 1475 mm
- Ancho a la altura de hombros, delante 1405 mm
- Ancho a la altura del banco trasero 1346 mm
- Ancho a la altura de hombros, detrás 1375 mm
- Ancho de vía delantera 1488 mm
- Ancho de vía trasera 1446 mm
- Portamaletas (capacidad según VDA) 0,5 m³ aprox.

1Las medidas varían según la posición de los asientos.
 Carrocería: 
Autoportante, totalmente de acero; compartimiento de pasajeros sumamente rígido y a prueba de torsión (célula de seguridad); depósito de combustible sobre el eje trasero; partes delantera y trasera que absorben la energía de posibles choques; óptima visibilidad en todas direcciones; cristales panorámicos de seguridad; dos puertas que se cierran con facilidad; moldura con relleno elástico contra choques, en los dos lados; parachoques de metal cromado brillante, con ancho burlete de goma que rodean las esquinas.
 Cambio y embrague: 
Cambio de cuatro marchas sincronizadas con palanca en el piso; marcha atrás sincronizada; embrague de diafragma resorte de reajuste automático. A deseo: cambio de 5 marchas (a partir de septiembre de 1981 en los gasolina) o cambio automático.
 Ejes: 
Eje delantero con trapecios articulados y compensación de la inclinación al frenar. Radio de pivotamiento de la circunferencia de rodadura = 0. Eje trasero: eje oscilante Mercedes-Benz de brazos diagonales, con compensación del momento de elevación al frenar. A deseo: regulación de nivel.
 Frenos: 
Sistema servofreno de dos circuitos; frenos de disco delante y atrás; frenos de estacionamiento con zapatas y tambores adicionales; luz de control del freno de estacionamiento y el nivel del líquido del freno de servicio; indicador de desgaste de los forros de freno. A deseo: sistema de antibloqueo (a partir de mediados de 1980).
 Dirección: 
Servodirección Mercedes-Benz, exacta y de funcionamiento suave; amortiguador de dirección; gran placa acolchada sobre el cubo del volante; copa de amortiguación bajo la placa acolchada; columna de dirección deformable; engranaje de la dirección dispuesto muy detrás del eje delantero.
 Suspensión: 
Los ejes están equipados cada uno con dos muelles helicoidales, un estabilizador por barra de torsión y dos amortiguadores telescópicos hidráulicos de doble efecto, por gas a presión.
 Cerraduras: 
Cerraduras de espiga de seguridad en las puertas con seguro palpador; cerradura del portamaletas; cerradura de la dirección combinada con el interruptor de encendido y arranque, bloqueo antirrepetidor; llave principal para puertas, encendido, portamaletas, cerradura del depósito de combustible y guantera; llave secundaria solo para las puertas, el encendido y el depósito de combustible.
 Alumbrado: 
Faros de banda ancha con luces de población, de cruce asimétricas y de carretera, faros antiniebla (de halógeno); regulación de los faros para el vehículo cargado y sin carga; luz de estacionamiento, 2 faros de marcha atrás, luz trasera antiniebla; iluminación de instrumentos regulable sin escalones; alumbrado del espacio interior, con relé retardador, contacto en las puertas e interruptor manual; alumbrado del espacio trasero, con interruptor manual, alumbrado para el cenicero, la guantera y el accionamiento de la calefacción. Zumbador de advertencia para luces principales no desconectadas.